# Stazione di Bassano del Grappa
Stazione di Bassano del Grappa vasútállomás Olaszországban, Veneto régióban, Bassano del Grappa településen.

## Vasútvonalak
Az állomást az alábbi vasútvonalak érintik:
- Trento–Velence-vasútvonal
- Padova-Bassano-vasútvonal

## Kapcsolódó állomások
A vasútállomáshoz az alábbi állomások vannak a legközelebb: 
- Stazione di Pove del Grappa-Campese (Stazione di Trento, Trento–Velence-vasútvonal)
- Stazione di Rosà (Stazione di Padova, Padova-Bassano-vasútvonal)
- Stazione di Cassola (Stazione di Venezia Santa Lucia, Trento–Velence-vasútvonal)